# Dmitri Jurjewitsch Sjusin
Dmitri Jurjewitsch Sjusin (russisch Дмитрий Юрьевич Зюзин; * 21. Oktober 1987 in Ufa, Russische SFSR) ist ein ehemaliger russischer Eishockeyspieler, der zuletzt bei Juschny Ural Orsk in der Wysschaja Hockey-Liga unter Vertrag stand.

## Karriere
Dmitri Sjusin begann seine Karriere als Eishockeyspieler in seiner Heimatstadt in der Nachwuchsabteilung von Salawat Julajew Ufa, für dessen Profimannschaft er von 2004 bis 2007 in der Superliga, der höchsten russischen Spielklasse, aktiv war. Bereits ab 2003 spielte er parallel für die zweite Mannschaft des Vereins in der drittklassigen Perwaja Liga. Zur Saison 2007/08 wechselte der Center innerhalb der Superliga zum HK Traktor Tscheljabinsk. In seiner ersten Spielzeit als Stammspieler im Profieishockey erzielte er in insgesamt 47 Spielen je drei Tore und drei Vorlagen. Zur Saison 2008/09 kehrte er zu seinem Heimatverein Salawat Julajew Ufa zurück, für den er jedoch nur ein Spiel in der neu gegründeten Kontinentalen Hockey-Liga bestritt, während er die gesamte restliche Spielzeit bei dessen Farmteam Toros Neftekamsk in der Wysschaja Liga, der zweiten russischen Spielklasse, verbrachte. Für Neftekamsk erzielte er in 38 Spielen 24 Scorerpunkte, davon 16 Tore.
Nachdem er zu Beginn der Saison 2009/10 in der Organisation von Salawat Julajew Ufa ohne Einsatz geblieben war, wechselte er im Dezember 2009 zum HC Energie Karlovy Vary aus der tschechischen Extraliga. Bei den Tschechen lief er bis Saisonende allerdings auch nur sieben Mal auf und erzielte dabei ein Tor und eine Vorlage. Die Saison 2010/11 begann der ehemalige Junioren-Nationalspieler erneut bei Toros Neftekamsk, für das er in sieben Spielen in der neuen zweiten russischen Spielklasse, der Wysschaja Hockey-Liga, auf dem Eis stand, ehe er den Rest der Spielzeit als Stammspieler beim KHL-Teilnehmer Metallurg Nowokusnezk verbrachte. Zudem kam er zu einem Einsatz für Metallurgs Farmteam Jermak Angarsk in der WysHL.

### International
Für Russland nahm Sjusin an der U18-Junioren-Weltmeisterschaft 2005 teil. Im Turnierverlauf erzielte er in sechs Spielen zwei Tore.

## KHL-Statistik
(Stand: Ende der Saison 2010/11)